# Déli fehérarcúmadár
A déli fehérarcúmadár (Aphelocephala leucopsis) a madarak osztályának verébalakúak (Passeriformes) rendjébe, az ausztrálposzáta-félék (Acanthizidae) családjába tartozó  faj. A családot egyes szervezetek a gyémántmadárfélék (Pardalotidae) családjának, Acanthizinae alcsaládjáként sorolják be.

## Rendszerezése
A fajt John Gould angol ornitológus írta le 1841-ben, a Xerophila nembe Xerophila leucopsis néven.

## Alfajai
- Aphelocephala leucopsis castaneiventris (Milligan, 1903)
- Aphelocephala leucopsis leucopsis (Gould, 1841)[1]

## Előfordulása
Ausztrália területén honos. A természetes élőhelye szubtrópusi és trópusi száraz cserjések és legelők.

## Megjelenés
Testhossza 13 centiméter, testtömege 12,5 gramm.
|  |

## Életmód
Ízelzlábúakkal táplálkozik, de fogyaszt leveleket is.